# شرکت هواپیمایی پارس
شرکت هواپیمائی پارس (سهامی خاص) (به انگلیسی: Persian Air Services) توسط احمد شفیق در فروردین سال ۱۳۳۳ هجری شمسی در ایران تأسیس شد. 

## تاریخچه
شرکت هواپیمائی پارس با نام تجاری پاس (به انگلیسی: PAS) در ۱۰ فروردین سال ۱۳۳۳ هجری شمسی توسط احمد شفیق، همسر اشرف پهلوی به عنوان یک خط هوایی باری تأسیس شد. هواپیمائی پارس در دهه ۳۰ و اوایل دهه ۴۰ شمسی در کنار شرکت هواپیمائی ایران یکی از دو شرکت هواپیمایی تجاری با اهمیت در ایران بود.  

### امضای موافقت نامه همکاری فنی
شرکت هواپیمائی پارس فعالیت خود را با عقد قرارداد پشتیبانی فنی با شركت هواپیمایی انگلیسی اسکای وی (به انگلیسی: Skyway) آغاز كرد.  

### توسعه و تغییر کاربری به مسافربری
هواپیمائی پارس سپس پروازهای کارگو تهران به ژنو را توسط هواپیماهای  آورو یورک خود، به‌صورت چارتر برای شرکت هواپیمایی باری لبنانی ترنس مدیترنین ایروی (به انگلیسی: TMA, Trans Mediterranean Airway ) انجام می داد. نهایتا هواپیمائی پارس با اجاره هواپیمای داگلاس دی سی -۷ سی از شرکت هواپیمایی ملی بلژیک، سابنا (به انگلیسی: SABENA) پروازهای مسافربری بین المللی خود را به اروپا و شهرهای ژنو، پاریس، بروکسل و لندن آغاز نمود.

### برندسازی، تعیین نام و علامت تجاری
حُسن تدبیر مدیران شرکت هواپیمائی پارس در آغاز کار و امضای موافقت‌نامه همکاری فنی مشترک با یک مجموعه با تجربه و موفق انگلیسی یعنی شرکت هواپیمایی اسکای وی باعث شد تا این شرکت نوپا در حوزه‌های تجاری بازاریابی، تبلیغات و برندسازی صنعت هوانوردی کشور میانبر زده و راه صد ساله را یک شبه طی کند. شرکت هواپیمائی پارس پس از آغاز فعالیت، نام تجاری پاس (به انگلیسی: PAS) را برای خود برگزید. همچنین این شرکت دو رنگ آبی فیروزه‌ای و مشکی را به عنوان رنگبندی اصلی جهت ایجاد هويت بصری برند انتخاب کرد.
نهایتا ترکیب رنگ‌ها و اسم تجاری ساده ولی خوش آوای منتخب پاس (PAS) در علامت تجاری (Logo)، لیوری (Livery) یا طراحی رنگ آمیزی بدنه هواپیماها گرفته تا برنامه‌های زمانبندی پروازها، جلد بلیت و کلیه نقاط دید مسافران و مشتریان تکرار شد تا هويت بصری برند به خوبی شکل پذیرد.

## مسیرهای پروازی

### پروازهای باری و کارگو
شرکت هواپیمایی پارس ابتدا به صورت باربری و  کارگو، با استفاده از هواپیماهای آورو یورک کار خود را آغاز نمود و پروازهایی را از تهران به بیروت، بریندیسی و بازل از طریق آبادان انجام میداد. 

### مسیرهای داخلی
شرکت هواپیمایی پارس سپس مسیرهای جابجایی مسافر هوایی داخل کشور را از شهرهای شیراز، آبادان و تهران به مقاصد سایر شهرهای بزرگ راه اندازی کرد.
| مبدا   | مقاصد پروازی داخلی     |
| ------ | ---------------------- |
| آبادان | شیراز، اصفهان و تهران  |
| شیراز  | آبادان، اصفهان و تهران |
| تهران  | آبادان، شیراز و اصفهان |

### پروازهای خارجی منطقه ای
شرکت هواپیمایی پارس پس از چندی با اجاره هواپیمای داگلاس دی سی -۷ سی از شرکت هواپیمایی ملی بلژیک، سابنا نوانست پروازهای منطقه ای خود را از شهرهای شیراز، آبادان و تهران به مقاصد دمشق، بیروت، قاهره، کویت، ظهران، بحرین، دوحه و بغداد به انجام رساند.
| مبدا   | مقاصد پروازی منطقه ای     |
| ------ | ------------------------- |
| آبادان | دمشق، بیروت، قاهره و کویت |
| شیراز  | ظهران، بحرین و دوحه       |
| تهران  | بغداد، بیروت و قاهره      |

### گسترش پروازهای بین المللی به اروپا
شرکت هواپیمایی پارس با توسعه ناوگان هوایی خود توانست پروازهای منظمی را از دو شهر آبادان و تهران به مقاصد اروپایی پاریس، لندن، بروکسل، ژنو، آتن و بازل برقرار کند.
| مبدا   | مقاصد پروازی بین المللی   |
| ------ | ------------------------- |
| آبادان | آتن، بازل و بروکسل        |
| تهران  | ژنو، پاریس، لندن و بروکسل |

## ناوگان هوایی
| نوع هواپیما        | تعداد |
| ------------------ | ----- |
| آورویورک ۶۸۵       | ۵     |
| بوئینگ ۷۰۷         | ؟     |
| داگلاس دی سی-۴     | ۲     |
| داگلاس دی سی -۶ بی | ؟     |
| داگلاس دی سی -۷ سی | ۲     |
| لاکهید الکترا ۱۸۸  | ۱     |
| فوکر               | ؟     |

## حوادث
تمامی حوادث اتفاق افتاده در شرکت هواپیمائی پارس مربوط به هواپیماهای آورو یورک بوده است.
| سال                    | نوع هواپیما  | تلفات | کد ثبتی |
| ---------------------- | ------------ | ----- | ------- |
| پنج‌شنبه ۲۳ شهریور ۱۳۳۴ | آورویورک ۶۸۵ | ؟     | EP-ADA  |
| سه‌شنبه ۲۷ شهریور ۱۳۳۵  | آورویورک ۶۸۵ | ؟     | EP-ADB  |
| پنج‌شنبه ۲۴ تیر ۱۳۳۸    | آورویورک ۶۸۵ | ؟     | EP-ADE  |

## ادغام، ملی سازی و تغییر نام
شرکت هواپیمائی پارس تا سال ۱۳۴۰ فعال بود. بروز مشکلات عدیده مالی در سال‌های پایانی شرکت هواپیمائی پارس باعث شد تا این شرکت خصوصی نتواند از پس هزینه‌های سنگین نوسازی ناوگان هوایی خود بر آمده و کیفیت خدمات را برای جلب رضایت و انتظارات مشتریان بهبود بخشد. در نتیجه و در اواخر دهه ۳۰ شمسی، سیر نزولی ایمنی و کیفیت ارائه خدمات حمل و نقل هوایی در ایران در کنار افزایش درآمدهای نفتی باعث شد تا دولت وقت نسبت به ملی کردن صنعت هوانوردی کشور تصمیم بگیرد.
در انتها و در ۱۰ مردادماه ۱۳۴۰ این شرکت با شرکت هواپیمائی ایران ادغام و شرکتی با عنوان شرکت واحد هواپیمائی ایران تشکیل شد. در ۵ اسفند سال ۱۳۴۰ دولت نسبت به خرید کل سهام این شرکت و تغییر نام آن به شرکت هواپیمایی ملی ایران (هما) اقدام نمود. هواپیمایی هما تمام امکانات و پرسنل دو شرکت هواپیمائی ایران و پارس را در اختیار گرفت و از فروردین ماه سال ۱۳۴۱ فعالیت‌ رسمی خود را آغاز کرد.